# NK Travnik
NK Travnik is een Bosnische voetbalclub uit Travnik.
Na de onafhankelijkheid van Bosnië en Herzegovina was de club medeoprichter van de hoogste klasse en eindigde in de eerste seizoen in de lagere middenmoot. In 1998 degradeerde de club en kon na 2 seizoenen terugkeren naar de hoogste klasse. Travnik werd 15de op 22 clubs, geen slechte plaats maar de competitie telde zoveel clubs omdat de Kroatische clubs uit Bosnië die voorheen een eigen competitie hadden zich dat jaar bij de competitie voegden, daarom degradeerden er 8 clubs dat jaar.
In 2003 promoveerde de club terug naar de hoogste klasse. Na een 14de plaats in 2004 verraste Travnik de competitie in 2005 door 5de te eindigen, het volgende seizoen was het sprookje weer voorbij en degradeerde de club opnieuw. In 2007 promoveerde de club en speelde nu negen jaar op rij in de hoogste klasse. 
Bratstvo ·
Budućnost ·
Goražde · 
Gornji Rahić ·
Gradina Srebrenik ·
Jedinstvo ·
Radnik ·
Radnički ·
Stupćanica Olovo ·
TOŠK ·
Tomislav ·
Travnik ·
Tuzla City · 
Vis Kosovo ·
Čelik Zenica ·
Zvijezda